# Kek (priimek)
Kek je priimek v Sloveniji, ki ga je po podatkih Statističnega urada Republike Slovenije na dan 1. januarja 2010 uporabljalo 173 oseb.

## Znani nosilci priimka
- Darinka Kek, kemičarka
- Franc Kek (1895–1943), duhovnik
- Franci Kek (*1964), kulturni delavec, glasbeni organizator, igralec in politik
- Jovan Kek (*1964), železničar in zavarovalni zastopnik
- Jožef Kek (1796–1855), nabožni pisec, slovaropisec, prevajalec
- Matjaž Kek (*1961), nogometaš in nogometni trener